# Petr Mirovský
Petr Mirovský (* 7. května 1967) je bývalý český fotbalista.

## Fotbalová kariéra
V československé lize hrál za RH Cheb. Nastoupil ve 3 ligových utkáních.

## Ligová bilance
| Ročník                                   | Zápasy | Góly | Klub    |
| ---------------------------------------- | ------ | ---- | ------- |
| 1. československá fotbalová liga 1988/89 | 2      | 0    | RH Cheb |
| 1. československá fotbalová liga 1989/90 | 1      | 0    | RH Cheb |
| CELKEM                                   | 3      | 0    |         |